# 장한몽 (조중환)
《장한몽》(長恨夢)은 일제강점기에 조중환이 지은 번안 소설이다. 주인공 이름인 ‘이수일과 심순애'라는 이름으로도 유명하다.
1913년 매일신보에 연재되었고, 혁신단에 의해 1913년에 공연되어 절찬을 받았다. 이 작품은 일본 작가 오자키 고요(尾崎紅葉)의 소설 《곤지키야샤(金色夜叉)》를 조중환이 한국식으로 번안한 것이다. 그런데 사실 《곤지키야샤》 또한 영국의 소설가인 샬럿 메리 브레임(Charlotte Mary Brame, 1836년 ~ 1884년)의 소설 《여자보다 약한》(Weaker than a Woman)을 번안한 소설로서 1898년 일본 신파극단에 의해 상연되어 신파 베스트 10의 제1위에 든 작품이었고, 한국에서 공연되었을 때도 최고의 인기를 끌었다. 남녀 주인공인 이수일, 심순애의 이름은 클라이맥스 장면에서 ‘대동강변 부벽루에 산보하는’으로 시작되는 주제가와 함께 오늘날까지도 많은 인구에 회자되고 있다. 《장한몽》은 최근까지 수십번이나 연극과 영화대본으로 값지게 사용되었으며 개그맨 이봉원이 희극인 이주일을 추모하기 위하여 해당 소설을 각색한 연극 <이주일과 심순애>를 만들기도 했다.

## 줄거리
이수일(李守一)은 일찍이 부모를 여의고 돌아간 아버지의 친구 심택(沈澤)의 집에서 그집 딸 심순애(沈順愛)와 함께 성장한다. 그리고 어버이들의 뜻에 따라 두 사람은 약혼한다.
어느날 두 남녀는 서울 다방골의 부호인 김씨 집으로 초대받아 갔다가 그곳에서 도쿄 유학생인 그 집 아들 김중배(金重培)를 알게 되고 심순애는 김중배의 보석에 유혹된다. 심순애의 부모도 이수일과의 혼약을 파기하고 김중배와 결혼시킨다. 실연한 이수일은 그 집을 나와 금력에의 원한으로 고리대금업자가 된다. 심순애의 결혼 생활도 죄책감과 이수일에 대한 애정 때문에 불행해지지만 이수일은 냉담하다.
고민하던 심순애는 비관하고 대동강에 투신자살을 기도했으나 우연히 이수일의 친구 백낙관(白樂觀)에 의해 구출된다. 백낙관은 이수일에게 재회를 권하지만 이수일은 금전에만 몰두할 뿐 듣지 않는다. 그와 같은 이수일도 신경쇠약으로 휴양차 청량암에 머무는 동안 자살하려는 어느 남녀를 구출해주고 심경이 변한다. 한편 심순애는 친정으로 돌아와 이수일에 대한 연모의 정이 지나쳐 광증을 일으킨다. 백낙관의 중재로 이수일과 심순애는 결국 서로 과거를 뉘우치고 재회한다.

## 영상화
장한몽은 여러 차례 영화와 드라마로 만들어졌다.
- 장한몽(1926)
- 이수일과 심순애(1965)
- 장한몽(1969)

## 같이 보기
- 곤지키야샤
- 샬럿 메리 브레임(en:Charlotte Mary Brame, a.k.a. Bertha M. Clay) - 'Weaker Than a Woman'